# Lena Malmström
Lena Malmström, född 31 mars 1973 i Maria Magdalena församling i Stockholm, är programvärd i Kunskapskanalens natur- och miljöprogram Mera natur. Hon kommer från Stockholm och är utbildad biolog.
Lena Malmström har arbetet naturprogram vid Sveriges Television, däribland Mera natur i Kunskapskanalen mellan 2004 och 2007.